# Ludwig Bogner
Ludwig Bogner, detto Luck (Traunstein, 10 gennaio 1901 – Traunstein, 25 ottobre 1974), è stato un alpinista tedesco.

## Biografia
Alpinista di successo della scuola di Monaco di Baviera, fu membro della sezione "Bayerland" e fu avviato alla pratica dell'alpinismo sportivo dal padre assieme all'amico Fritz Bechtold. I due diventarono inseparabili e ben presto si unirono ad un altro giovane promettente, Peter Müllritter. A 14 anni cominciò a scalare l'Engelstein, l'Hörndl, sul Kampenwand e sulle Alpi di Berchtesgaden. Negli anni venti Luck Bogner e i suoi tre amici di Taurstein Fritz Bechtold, Willy Merkl e Peter Müllritter realizzarono importanti prime salite. I momenti salienti furono l'ascesa della parete sud del Kleiner Mühlsturzhorn nel 1924, per lungo tempo considerata una delle salite più difficili delle  Alpi Reiter e il versante sud dello spigolo meridionale del terzo bambino Watzmann dalla valle Eisbach il 28 giugno 1931.  In breve la sezione di Taurstein diede inizio a un boom alpinistico e si fece conoscere oltre i confini nazionali attraverso prime ascensioni e spedizioni. Fritz Bechtold, Peter Müllritter e Georg Mitterer insieme a Hans Huber, lo stesso Ludwig Bogner e soprattutto Willy Merkl, raggiunsero imprese alpine insolite per l'epoca. Il 20 settembre 1923 con Fritz Bechtold, Willy Merkl e Peter Müllritter compì la prima salita della parete sud del Kleiner Mühlsturzhorn (2.140 m); la prima ascensione della parete nord-ovest del Breithorn (2.416 m - Loferer Steinberge) con Fritz Bechtold, H. Haslacher e Hamberger; nel 1924 la prima salita del Kleines Mühlsturzhorn, parete sud, 2.141 m, (Alpi di Berchtesgaden); nel 1925 la prima salita del Hörndlwand Röthelmoosturm, spigolo nordest, (Alpi del Chiemgau); nel 1925 la prima salita del Grosses Fieberhorn, spigolo nord diretto, 2.276m, (Tennengebirge); nel 1930 la prima salita del Knittelhorn, parete sud "Kamin", 2.015 m, (Alpi di Berchtesgaden); nel 1931 la prima salita del terzo bambino di Watzmann, spigolo sud, 2.165 m, (Alpi di Berchtesgaden). Luck non fu solo uno scalatore ma anche un eccellente sciatore specializzato nella combinata nordica. Nel 1936 allenò suo fratello Willy,allora campione tedesco in carica in questa disciplina, partecipò alle olimpiadi invernali e pronunciò il giuramento olimpico a nome di tutti gli atleti del mondo. Willy fondò in seguito l'azienda di moda sportiva Bogner che sarebbe diventata famosa in tutto il mondo nel campo dell'abbigliamento da sci.